# Cinchuelo
El cinchuelo es una faja de cáñamo que se usa para sujetar la manta al cuerpo del caballo. 
Tiene de anchura de 10 a 15 centímetros y de longitud aproximadamente 1 metro y 50 centímetros. En uno de sus extremos está provisto de una hebilla con su baguilla colocada en una correa doble que la sujeta a la faja; en el otro hay un látigo de correa de unos 30 centímetros. En la parte del cinchuelo que cae sobre el dorso del animal hay una almohadilla de unos 40 centímetros de longitud y de la misma anchura que la faja que quedando unida al dorso del caballo, evita se lastime el animal en esta región. No deberá el cinchuelo estar muy apretado pues contundirá y perjudicará, ni muy flojo porque entonces la manta se puede caer, perder y ocasionar un resfriado al animal.